# Shōrinji-ryū
Shōrinji-ryū é uma arte marcial japonesa, desenvolvida ao mesmo tempo que a meditação Zazen pela necessidade de autodefesa e melhora da saúde dos monges do templo Shaolin.

## Shōrinji kenpō
Regime marcial profundamente meditativo, o Shorinji Kempo foi ensinado durante numerosos anos, unicamente àqueles que entravam para o sacerdócio. Ainda que infinitamente impregnado da teoria da calma nas ações - a meditação Zazen representa a calma, e o Kempo representa a ação - o Shorinji pensa que alguns de seus aspectos não podem existir de uma maneira independente. No Shorinji Kempo, os dois aspectos são de importância igual. Todos os atrativos do Shorinji Kempo necessitam esforço cooperativo de duas pessoas: praticar suas técnicas encorajam o respeito mútuo, a compreensão e o desenvolvimento da amizade. A verdadeira força do Shorinji Kempo é uma combinação do espírito de benevolência para o esforço humano e a perseguição paralela da meditação calma e do ensinamento físico ativo.

### Princípios
Os princípios do Shorinji Kempo têm a sua base nas "pessoas" e na "paz".
O valor que Kaiso colocou na "pessoa" foi transformado pelas suas experiências quando o Japão foi derrotado na guerra, e após isso, quando ele observou mudanças sociais. Ele estabeleceu uma maneira de ver que examina a "qualidade da pessoa" envolvida.
Além disso, Kaiso não gostava da guerra, o símbolo de toda a tolice humana, ele gostava da paz, e lutou pela paz verdadeira para a humanidade. Ele disse: "os países e a sociedade devem se transformar pelos corações humanos e por meios pacíficos."
Para tornar essa esperança em realidade, ele tomou como objetivos "o melhoramento das pessoas e da sociedade em que vivem" quando criou o Shorinji Kempo.
Com esta frase, procurava educar as pessoas para que possam viver de acordo com o seguinte:
1. Pessoas que possam viver com fé em seu potencial.
2. Pessoas que possam guiar suas vidas de acordo com suas convicções.
3. Pessoas que agem considerando a felicidade dos outros.
4. Pessoas que agem com justiça, coragem e compaixão.
5. Pessoas que vivem em cooperação, em paz com estranhos e familiares.

Um dos dizeres de Kaiso é "viva a metade de sua vida para você, e metade para os outros." Isto é um dos princípios mais representativos do Shorinji Kempo.
"Melhorar a si próprio" significa realizar todo o potencial que a pessoa possui, ter um padrão para como a humanidade deve viver, ter a confiança de desenvolver a si mesmo, e ter uma vida digna de orgulho.
"Felicidade para você e para os outros" significa reconhecer a existência de si mesmo e dos outros, e viver de um modo que procure o melhoramento de si mesmo e da sociedade.
Muitas pessoas falam não apenas do lado técnico da arte marcial, mas do jeito que ela afeta a sua vida como um todo, e isso pode ser considerada um dos motivos da expansão do Shorinji Kempo em todo o mundo.

### Criador
Nascido em 1911 em Okayama, o filho mais velho de um oficial da alfândega, Doshin So foi enviado para morar com seu avô na Manchúria após a morte de seu pai.
Aos 18 anos, ele viajou extensivamente na China e estudou os princípios do kempo chinês. Em Pequim, Doshin So estudou com Wen Laoshi, o 20º Mestre da Escola Shorinji Giwamonken do Norte. Em uma cerimônia no Templo Shaolin em 1936, Doshin So tornou-se o sucessor direto de Wen Laoshi, o 21º Mestre.
No dia 9 de Agosto de 1945, Doshin So estava na Manchúria Oriental, quando o exército Russo invadiu o local. Naquela época, a Manchúria, localizada na região nordeste da China, estava sob ocupação japonesa. No dia 15 de Agosto, a Segunda Guerra Mundial acabou com a derrota do Japão. Durante o próximo ano, ainda na Manchúria agora sob a ocupação Russa, ele experimentou a miséria e o sofrimento da derrota em uma terra estrangeira, onde os interesses de nações vinham antes da ideologia, religião e moral das pessoas. Nações lutaram, e a vitória foi do país que melhor se organizou para derrotar e matar pessoas. O mais forte ditava as regras, e os japoneses na Manchúria eram os prejudicados por estas regras.
Apesar da amarga realidade, Doshin So encontrou uma lição que moldou os princípios do Shorinji Kempo. Ele notou que não era a ideologia, diferenças religiosas ou políticas nacionais que determinavam o curso dos eventos, mas sim o caráter e o modo de pensar das pessoas envolvidas. As suas palavras foram "A pessoa! A pessoa! Tudo depende da qualidade da pessoa."
A derrota do Japão na Segunda Guerra levou à repatriação do Doshin So e indiretamente causou a transmissão do kempo para o Japão. No seu retorno, em Junho de 1946, ele encontrou pessoas confusas, sem esperança ou senso de utilidade. Doshin So pôde perceber que elas estavam com falta de moralidade e orgulho, e então começou a ensinar as artes que tinha aprendido.
Apesar de chamada Shorinji Kempo, a arte não é um conjunto do kempo Chinês, mas uma fusão e reorganização de todas as disciplinas marciais estudadas por Doshin So na China e Japão. É o kempo reexaminado e amplificado pela adição de uma filosofia religiosa.
Doshin So fundou o Shorinji Kempo no Japão em 1948 e ficou conhecido com 'Kaiso', que pode ser traduzido como 'fundador'. Ele estabeleceu a matriz do Shorinji Kempo em Tadotsu, província de Kagawa, na ilha de Shikoku. Em 1951, o Kongo Zen Sohonzan foi fundado, com Shorinji Kempo como seu principal ensinamento. Em 1953 ele fundou a Federação Shorinji Kempo. Até 1969, as filiais tinham se espalhado pelo Japão e tinham 300 000 membros. Em 1974 a Organização Mundial de Shorinji Kempo foi estabelecida. Até o ano de 2000, o Shorinji Kempo era o mais popular estilo de arte marcial no Japão, com até 3 000 filiais. Existem mais de 1.5 milhões de membros ao redor do mundo e é praticada em 29 países, incluindo onze na Europa.
No dia 12 de Maio de 1980, Kaiso faleceu de uma doença no coração. Desde então, sua filha Yuuki So, Shike Doshin So, continua seu trabalho no Shorinji Kempo. Ela é Kancho do Kongo Zen Sohonzan Shorinji e Presidente do World Shorinji Kempo Federation.